# SAME (tractores)
La empresa S.A.M.E., acrónimo de Società Accomandita Motori Endotermici, fue fundada en 1942 por los hermanos Francesco y Eugenio Cassani en Treviglio (Bg), Italia. Actualmente forma parte de la multinacional SAME Deutz-Fahr (SDF), grupo al que también pertenecen las marcas Deutz-Fahr, Lamborghini, Hürlimann, Grégoire A/S y Lamborghini Green Pro.

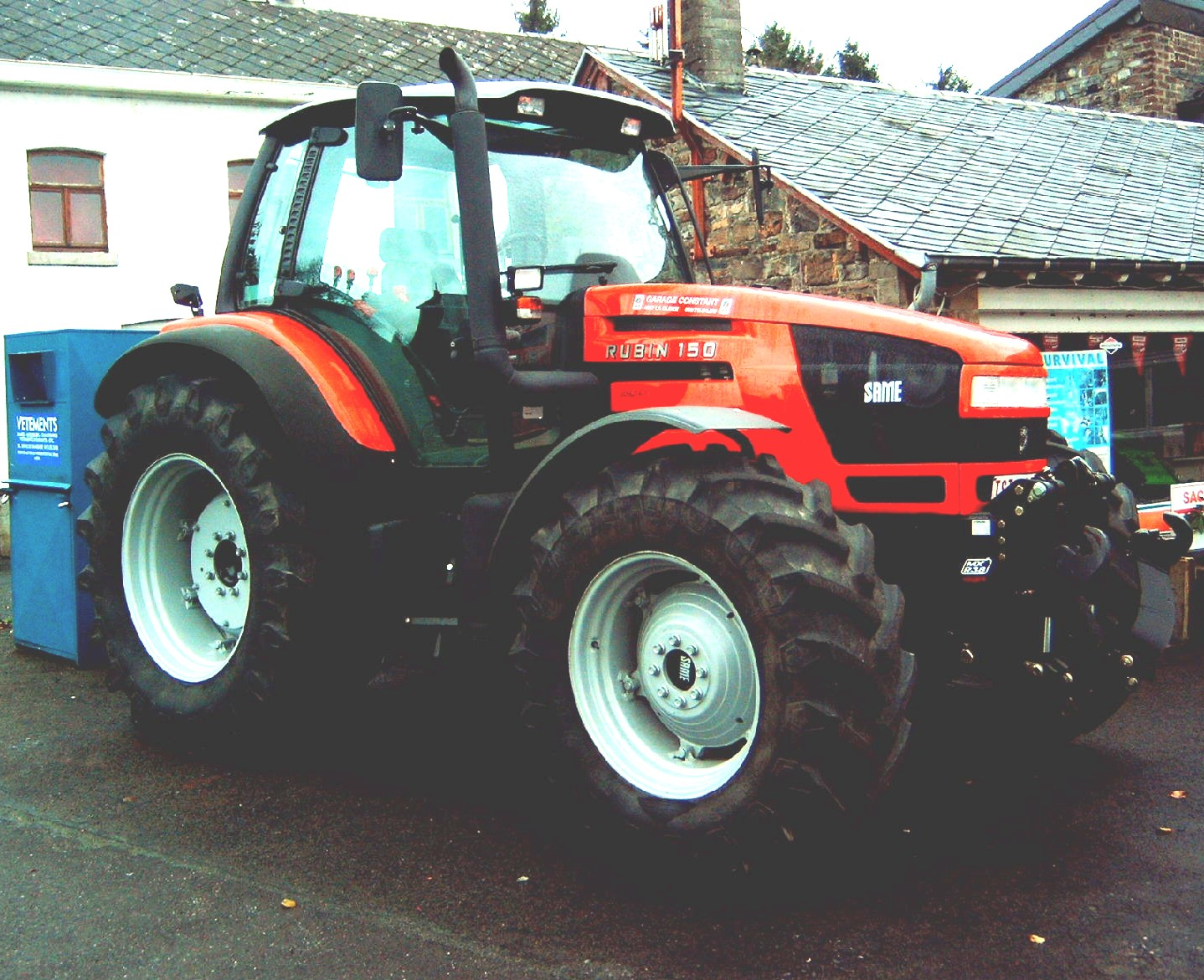
SAME Rubin 150

## Historia

### Desde 1927 hasta finales de la Segunda Guerra Mundial

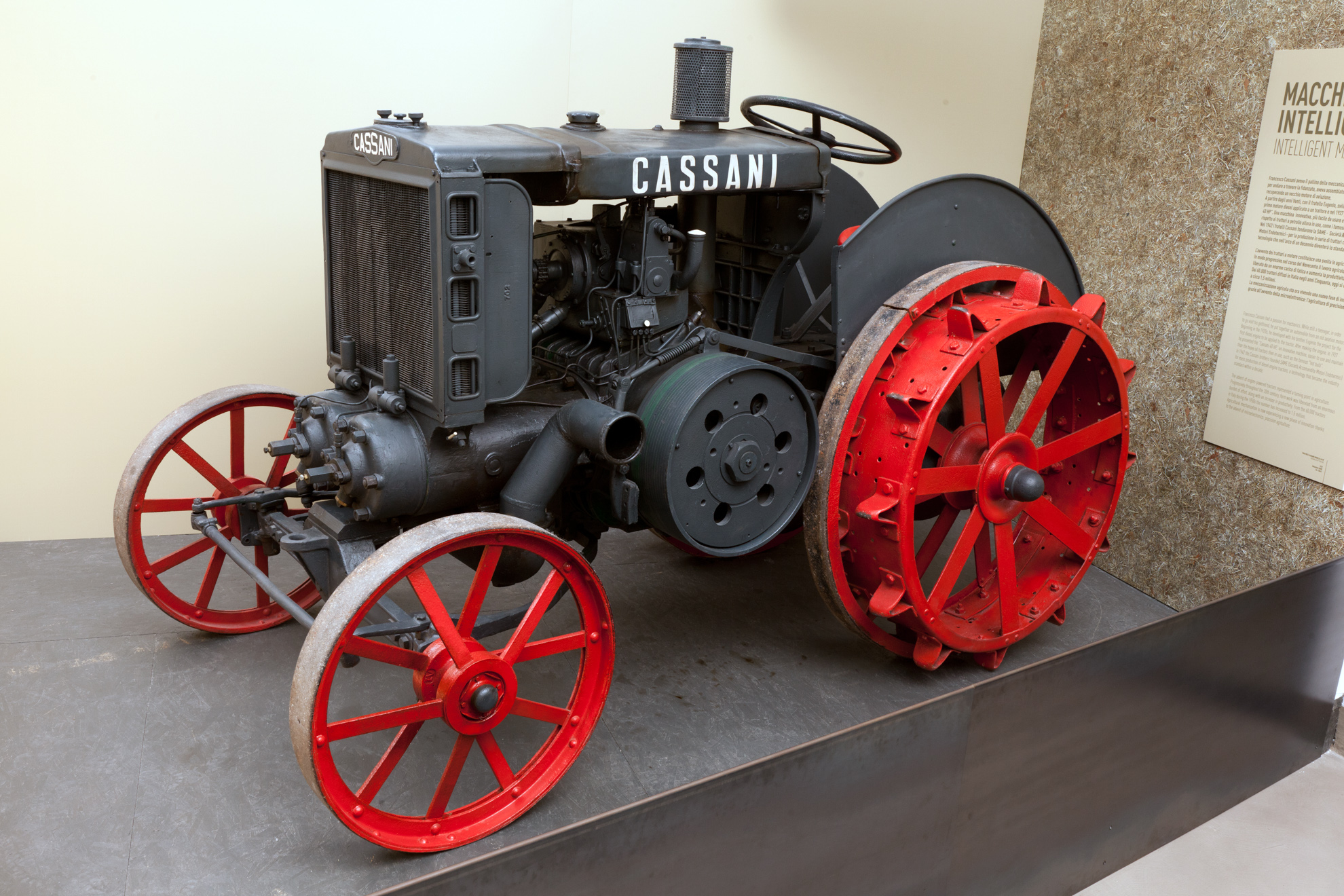
Tractor Cassani 40HP, Museo nazionale della scienza e della tecnología Leonardo da Vinci, Milán.

En 1927 los hermanos Francesco y Eugenio Cassani diseñaron y fabricaron un tractor agrícola llamado Cassani 40CV, accionado por un motor diésel, un sistema de propulsión que a partir de los años veinte había empezado a utilizarse en vehículos industriales, militares y trenes. El motor era un bicilíndrico horizontal de dos tiempos con una cilindrada de 12.723 cm³, una entrega de potencia de cuarenta caballos a 550 r. p. m., con bulbo de encendido y arranque por aire con depósito a presión, 4 marchas (3 AD y 1 AT) que alcanzaba los 15 km/h. El coste de este tractor era 28.000 liras italianas. Este tractor diseñado por Cassani fue vendido bajo licencia por Officine Gaetano Barbieri de Castelmaggiore.
La nueva empresa SAME, fundada en 1942, al principio fabricaba motores de explosión y diésel para uso civil e industrial, cabrestantes, grúas, arados, bombas de incendio. En 1946 nacen los primeros modelos de segadora autopropulsada con motor de petróleo de 8 CV.

### Desde finales de la Segunda Guerra Mundial hasta elboomeconómico
En 1946 SAME presenta en la Feria de Milán la primera segadora autopropulsada de tres ruedas, a cuyo motor, alimentado con petróleo, se podían conectar otras máquinas e implementos agrícolas. Así fue como se desarrolló el primer “tractor universal” con el que se presentó en el mercado inmediatamente después de la Guerra.
En 1948 nace el SAME 3R/10, un tractor universal impulsado por un motor monocilíndrico de 10CV alimentado con petróleo; se caracterizaba por tener dos ruedas motrices, una sola rueda directriz, un ancho de vía variable y conducción reversible. La Accademia di Agricoltura de Turín premia este tractor con la medalla de oro: el 24 de octubre de 1948 el “Giornale dell’Agricoltura” lo define como “una joya de la industria italiana”.

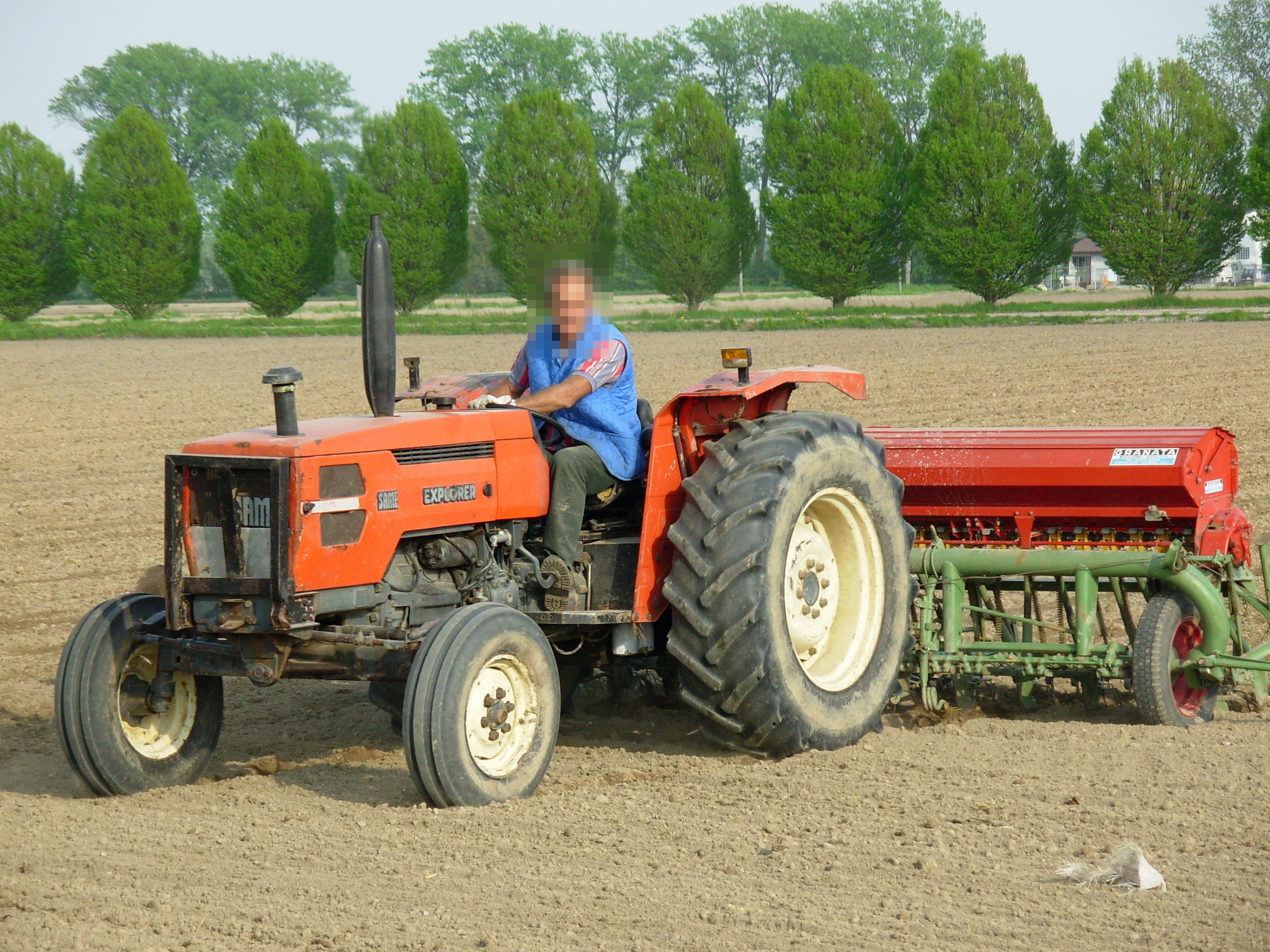
SAME Explorer

En 1950 comienza la producción de los modelos de petróleo, nacen el SAME 4R/10 de 10CV y el 4R/20 de 20CV.
En 1952 se lanza el DA 25, el primer tractor fabricado a escala industrial con tracción integral, con motor bicilíndrico diésel con una potencia de 25 CV y 2280 cm³, 7 marchas y una velocidad de 24.3 km/h. La sigla DA significa Diesel Aria, refrigeración por aire, fiel a la tradición de SAME. Así empieza la producción a escala industrial de las 4 Ruedas Motrices, un sistema original de Doble Tracción, ya concebido como idea en 1928.
En 1957 se lanza el nuevo DA 30 DT fabricado en 8 versiones diferentes, que sustituye al DA 25. En esta época SAME también realiza aperos de varios tipos como arados (de una reja, dos rejas, de discos, reversibles), extirpadores de muelles, gradas de discos, fresas, traíllas traseras, barras segadoras, volquetes, bombas de riego y perforadoras. Los primeros modelos del DA 30 DT eran de color naranja y tenían las ruedas verdes, pero hacia finales de los años cincuenta cambiaron de color y pasaron a tener la carrocería y las ruedas rojas, con motor gris oscuro.
En 1958 se lanza el SAME 240, conocido como el tractor inteligente por estar equipado de serie con el dispositivo S.A.C. (Estación Automática de Control) original SAME, con control del esfuerzo en los brazos inferiores de elevación, sistema que con el paso del tiempo se aplicará a toda la producción. Tenía un motor bicilíndrico con una potencia de 42CV, 6 marchas hacia delante, 1 marcha atrás y alcanzaba una velocidad máxima de 28,9 km/h.

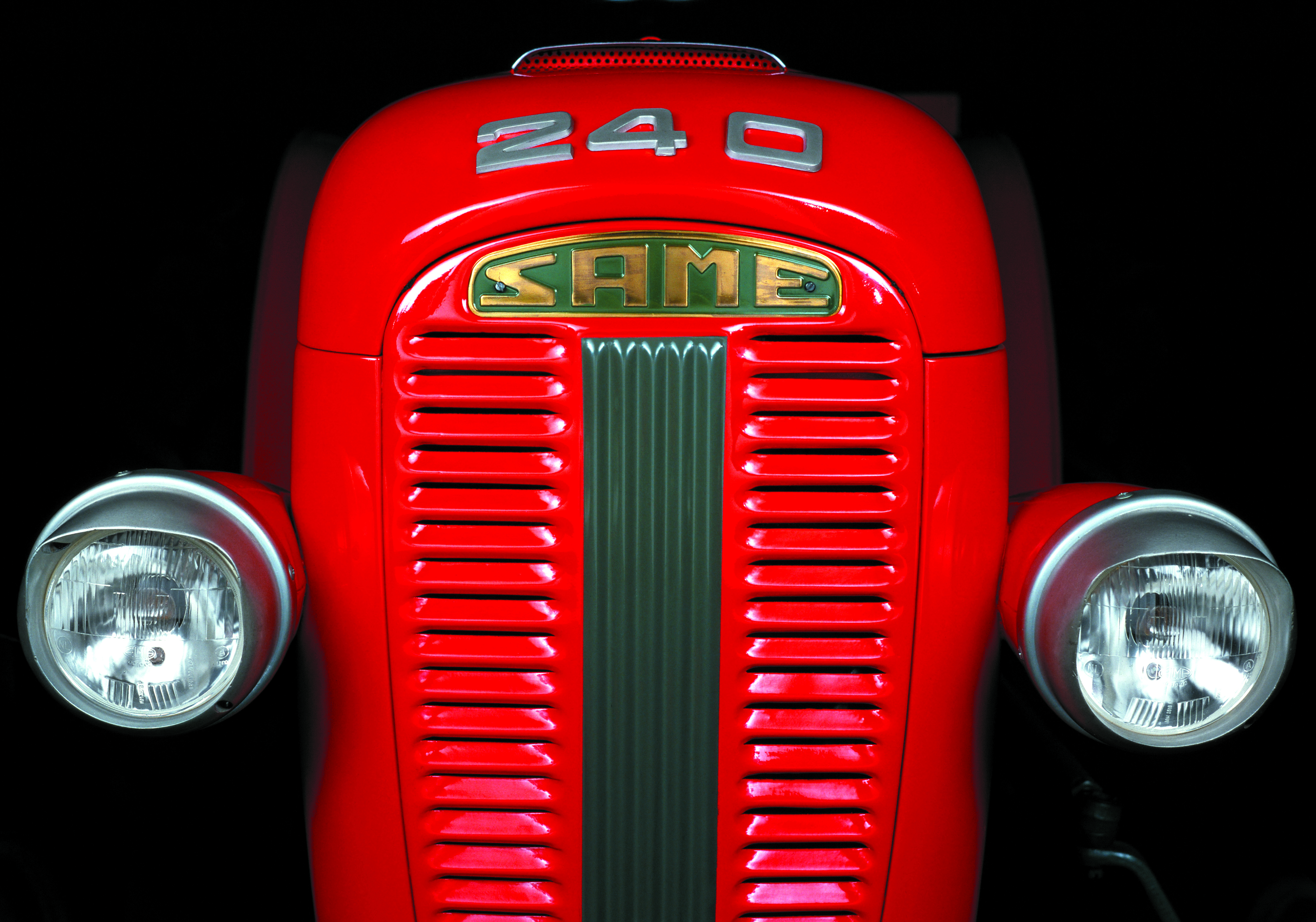
Vista frontal del tractor SAME 240 de 1959

### Desde elboomeconómico hasta finales de los años setenta
1961 fue el año del Puledro y del Samecar, un tractor capaz de labrar la tierra y transportar los productos gracias a su tolva de carga. Al mismo tiempo, se desarrolla una nueva línea de motores de 6 y 8 cilindros.
SAME presenta en la feria de Verona de 1965 los nuevos motores en V y los tractores Italia V, Atlanta, Sametto V y 450 V. Otro paso importante fue el diseño de nuevas carrocerías, pasando del tradicional capó redondeado a líneas más cuadradas.
En 1965 lanza al mercado la serie Centauro con tres modelos. Tenía un motor de 4 cilindros en V, con una potencia de 55CV y 3500 cm³, 8 marchas hacia delante, 4 marchas atrás y garantizaba una velocidad máxima de 34,8 km/h.
En 1972 se presentan los tractores Corsaro 70 y Saturno 80. En 1973 SAME compra a Ferruccio Lamborghini la empresa Lamborghini Trattori S.p.A., e introduce en su gama algunas tecnologías complementarias, como los tractores de cadena y los cambios completamente sincronizados, que Lamborghini Trattori ya había introducido en el mercado. En 1979 adquiere la marca suiza Hürlimann Traktoren, cambia el nombre a Grupo SLH (SAME+Lamborghini+Hürlimann) y se convierte en el segundo fabricante de tractores de Italia y uno de los primeros del mundo

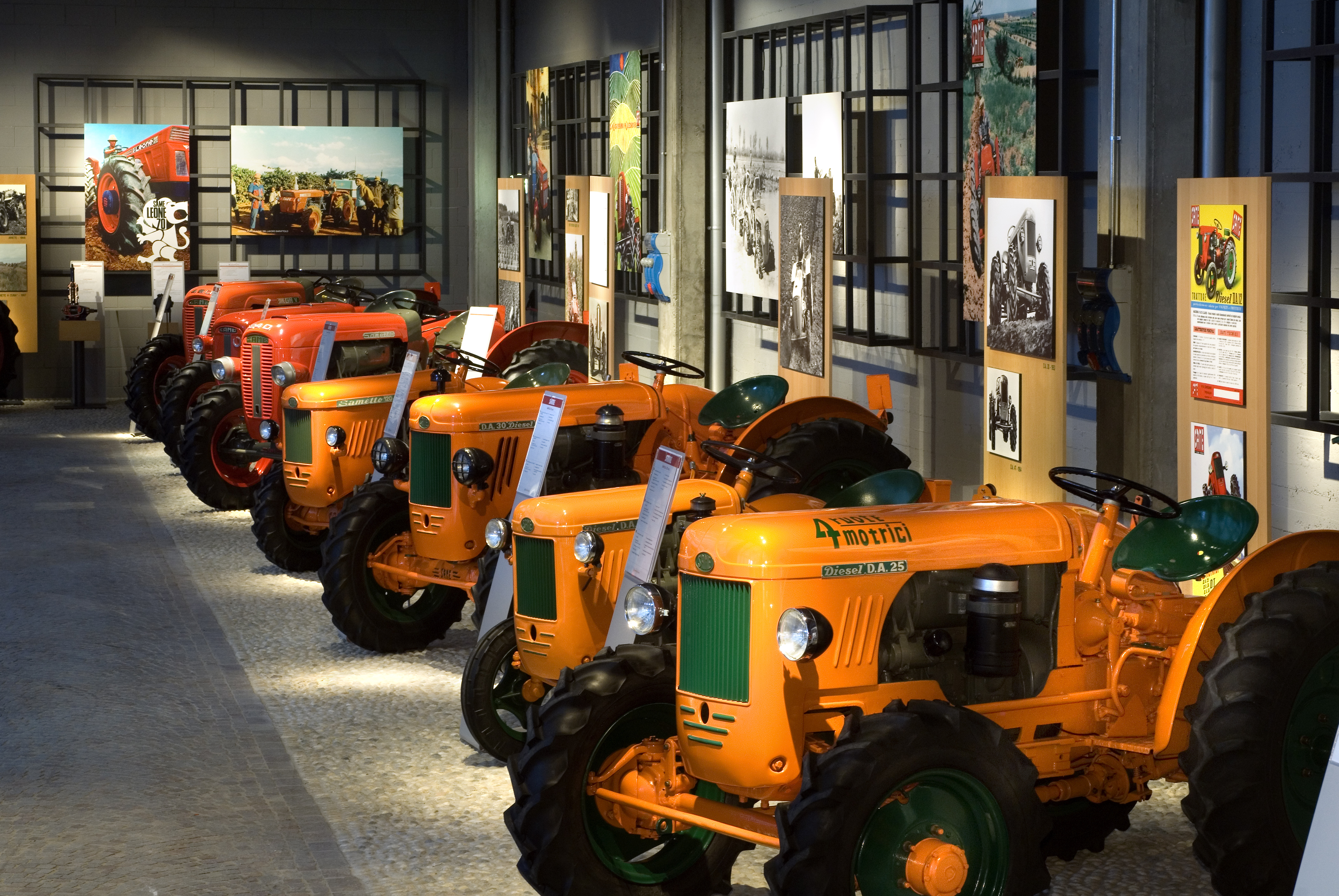
Tractores expuestos en el Museo Histórico de SAME

### Desde los años ochenta hasta finales de siglo
En 1983 se lanza la gama SAME Explorer, uno de los productos de mayor éxito de la historia de la empresa. Fue el primer tractor fabricado en Italia capaz de alcanzar una velocidad de 40 km/h y el único dotado de frenos integrales en las 4 ruedas.
A finales de los años ochenta, entre las propuestas del Grupo SLH destaca un original sistema de visión trasera mediante una cámara: el Twin Vision. Los motores SAME dan otro salto de calidad y toda la serie 1000, diseñada prestando especial atención a la modularidad de los componentes, se puede dotar de regulación electrónica de la inyección.
En 1991 con la gama Titan se lanza la transmisión Electronic PowerShift, diseñada para grandes potencias, y con el Frutteto II se presenta una gama de tractores especializada en frutales y viñedos.
En 1995 el Grupo SLH adquiere la división de máquinas agrícolas de Klöckner-Humboldt-Deutz: así nace el grupo SAME Deutz-Fahr.

### ElsigloXXI
En 1999 SAME incorpora en los tractores Rubin 200 el sistema de nivelación automática Galileo, estudiado para facilitar la labranza en los terrenos en pendiente, con el que se adjudica en el año 2000 el premio Golden Tractor for the design Millennium Edition.
En 2007 se celebra el 80.º aniversario del primer tractor fabricado por Francesco y Eugenio, el Cassani 40CV.
El 12 de octubre de 2012 SAME celebra sus primeros 70 años de actividad en la sede histórica de Treviglio. En esta ocasión, la marca italiana anuncia nuevas inversiones y nuevos modelos para el futuro, ante todo el tractor "Virtus" (100-110-120-130 CV) diseñado por la empresa Italdesign de Giugiaro.

## Modelos fabricados
Cassani:
- (1927) Cassani 40CV

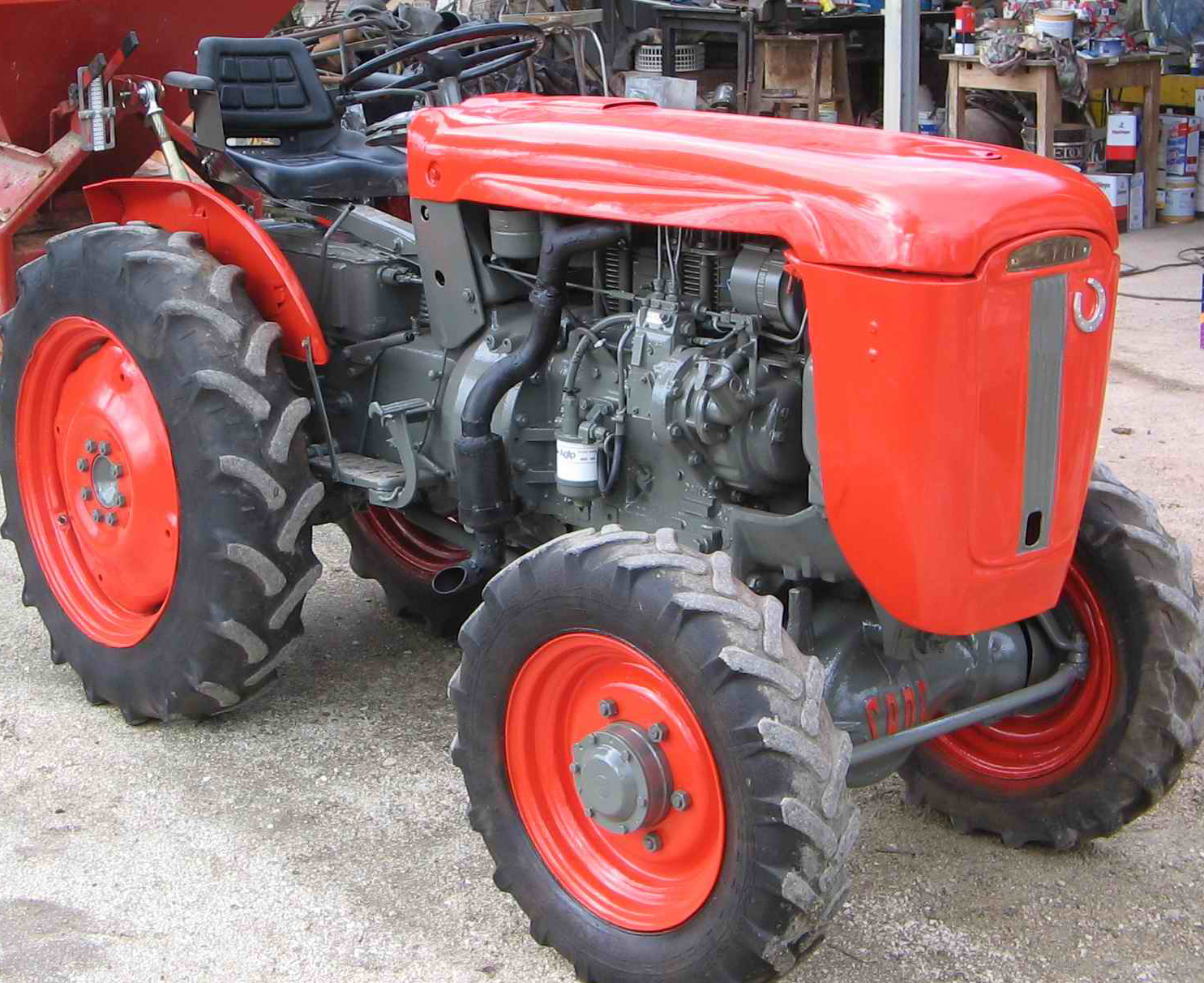
SAME puledro dt vigneto (1961)

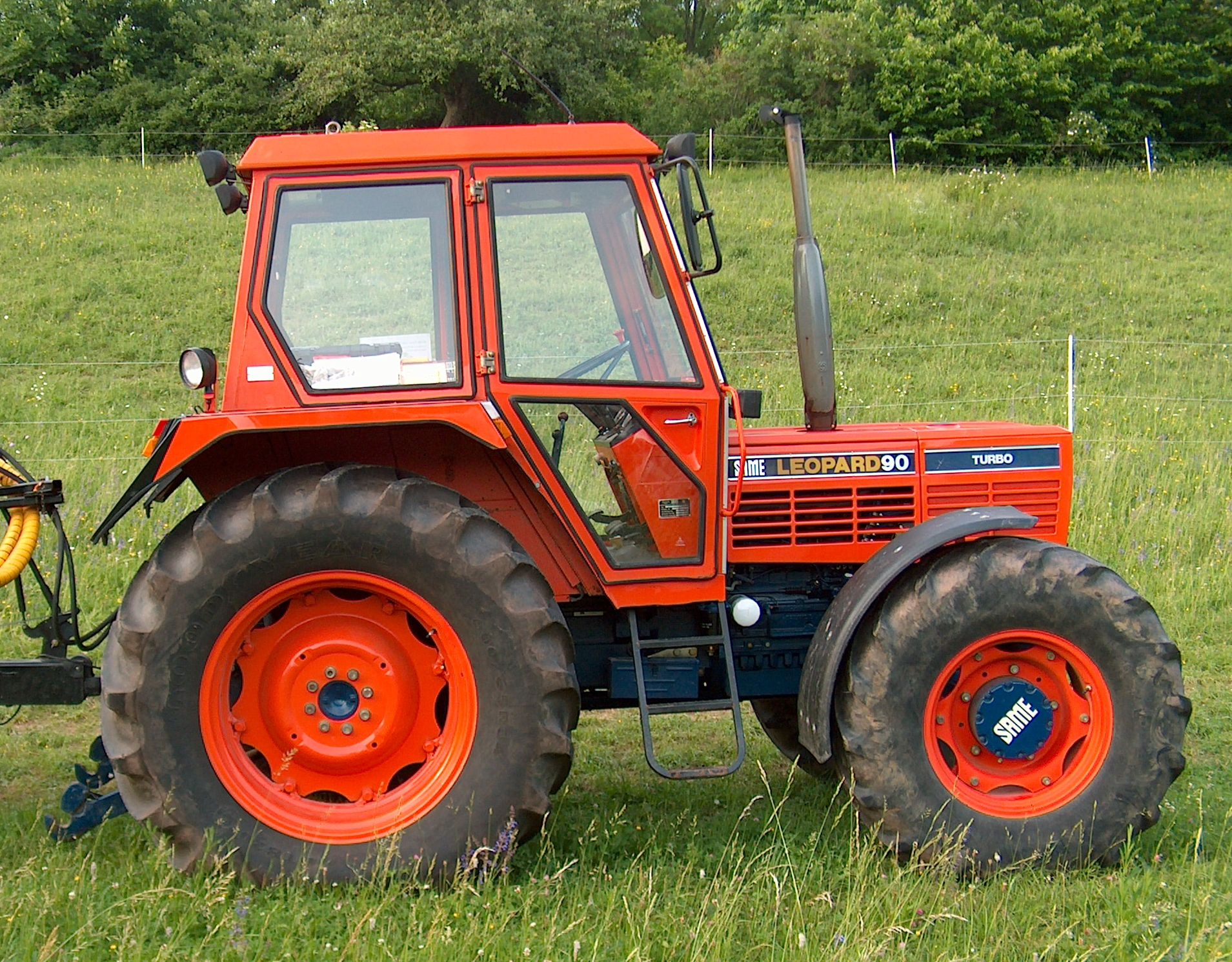
SAME Leopard 90

- (1934) Motor náutico Cassani diésel en revólver
- (1938-1940) Motores diésel en revólver y pistones opuestos A4/90 (para barcos) y B8/110 (para aviones)
- (1957) Super Cassani Diesel D.A. 47

SAME:
- (1946) Segadora autopropulsada 851
- (1948) Tractor universal
- (1950) 4R/10
- (1952) D.A.12 - D.A.25 DT
- (1953) D.A.38
- (1954) D.A.12 - D.A.55
- (1956) D.A.17 - D.A.57
- (1957) DA 30 - Sametto 18
- (1958) SAC (Estación automática de control)
- (1959) 240 DT – 360–480 Ariete – Sametto 120
- (1960) Samecar – Puledro
- (1961) 250
- (1965) Italia V – Atlanta
- (1966) 450 V – Centauro
- (1967) Leone 70
- (1969) Minitauro 55
- (1968) Ariete
- (1971) Delfino
- (1972) Sirenetta – Saturno – Corsaro – Aurora – Drago
- (1973) Minitauro de cadena
- (1974) Falcon
- (1975) Falcon de cadena – Panther
- (1976) Buffalo
- (1977) Tiger
- (1978) Leopard – Taurus de cadena
- (1979) Centurion – Leopard de cadena – Minitaurus – Row Crop – Vigneron – Condor – Tiger Six
- (1980) Hercules – Condor de cadena – Jaguar
- (1981) Trident – Mercury
- (1982) Fox
- (1983) Ranger – Explorer
- (1984) Galaxy – Explorer de cadena
- (1985) Laser
- (1986) Solar
- (1987) Solar de cadena – Frutteto
- (1989) Aster – Antares
- (1991) Titan
- (1993) Argon – Solaris
- (1994) Silver
- (1995) Rock – Dorado
- (1997) Golden
- (1999) Krypton – Rubin
- (2000) Diamond
- (2001) Argon
- (2002) Silver 160-180 – Iron

## En producción
SAME tractores:
- Solaris (35-55 CV)
- Tiger (65-75 CV)
- Argon3 (65-75-80 CV)

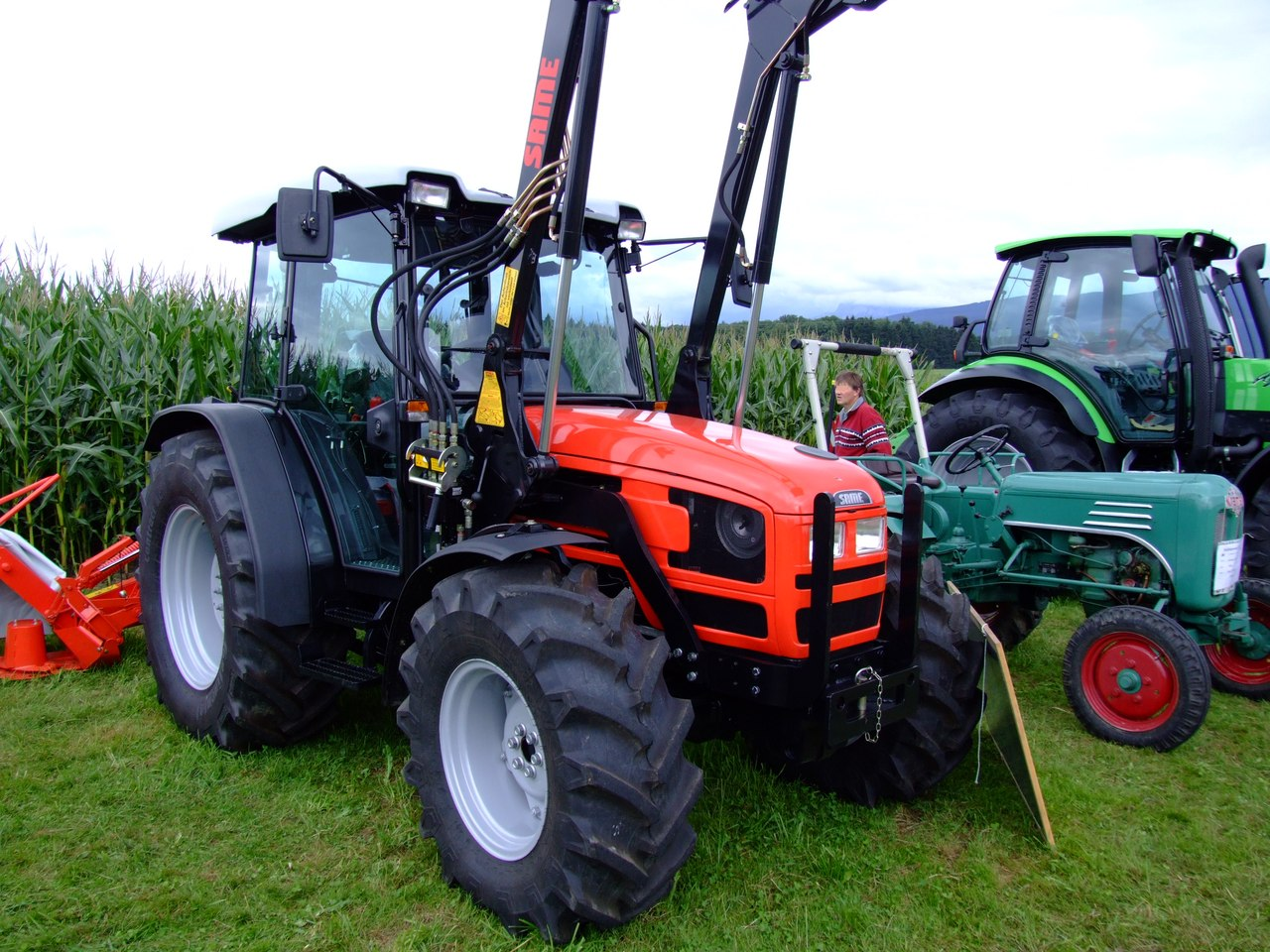
SAME Dorado

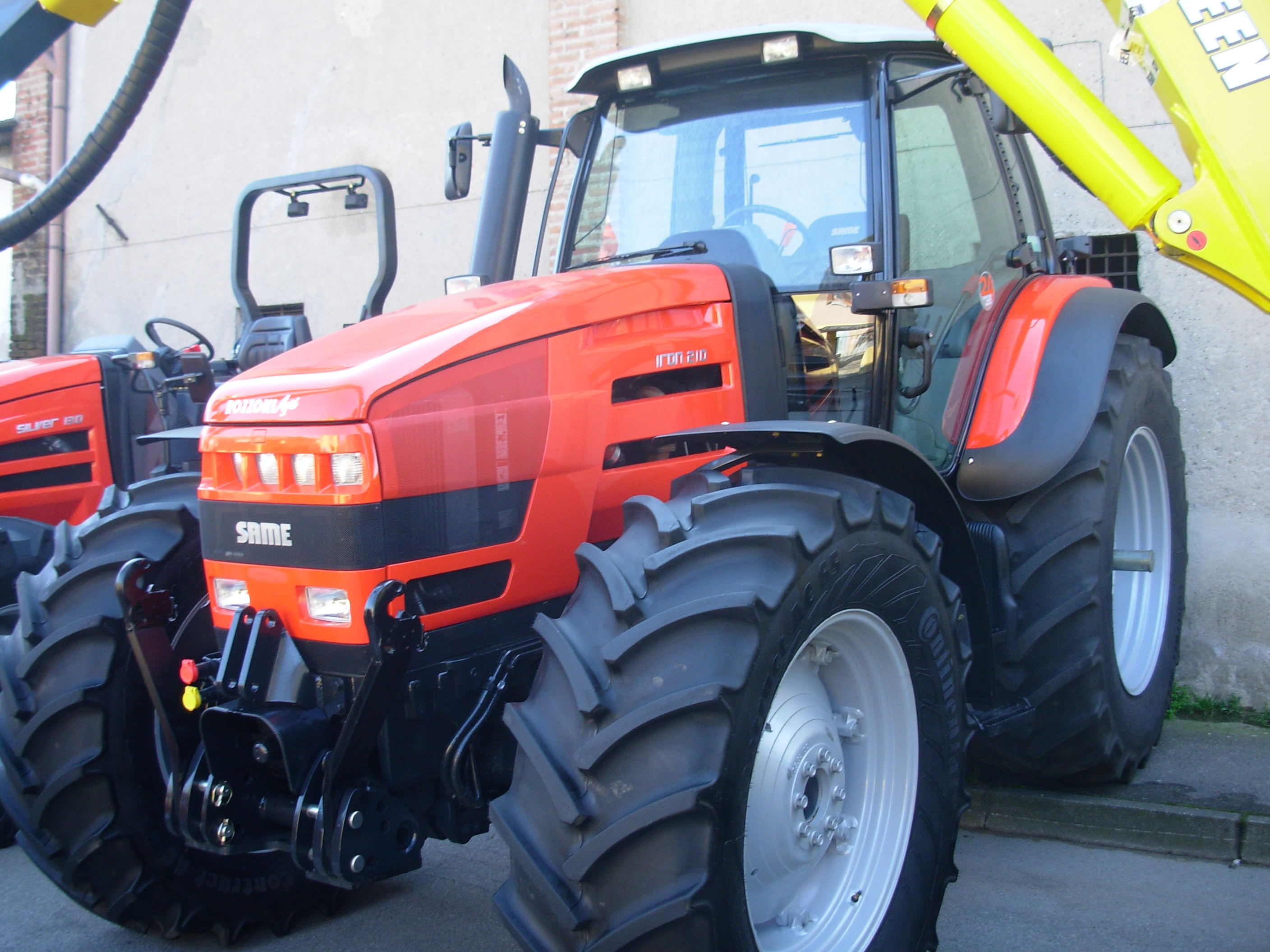
SAME Iron 210

- Dorado Classic (60-70-80-90-90.4 CV)
- Dorado (70-80-90-90.4-100.4 CV)
- Frutteto3 Classic (60-70-80-80.4-90-100 CV)
- Frutteto3 (80-90-100-110 CV)
- Krypton3 F (90-100 CV)
- Kripton3 V (80 CV)
- Krypton3 SIX (110 CV)
- Explorer (80-90-90.4-100-105.4-115.4 CV)
- Virtus J (90-100-110-120 CV)
- Virtus (100-110-120-130CV)
- Fortis (120.4-130.4-140.4-140-150.4-150-160.4-160-180-190 CV)
- Audax (200-220 CV)
- Cargadores frontales